# Passeport burundais
Le passeport burundais est un document de voyage international délivré aux ressortissants burundais, et qui peut aussi servir de preuve de la citoyenneté burundaise.